# Пуциловка
Пуци́ловка — село в Уссурийском городском округе Приморского края. Административный центр Пуциловской территории.

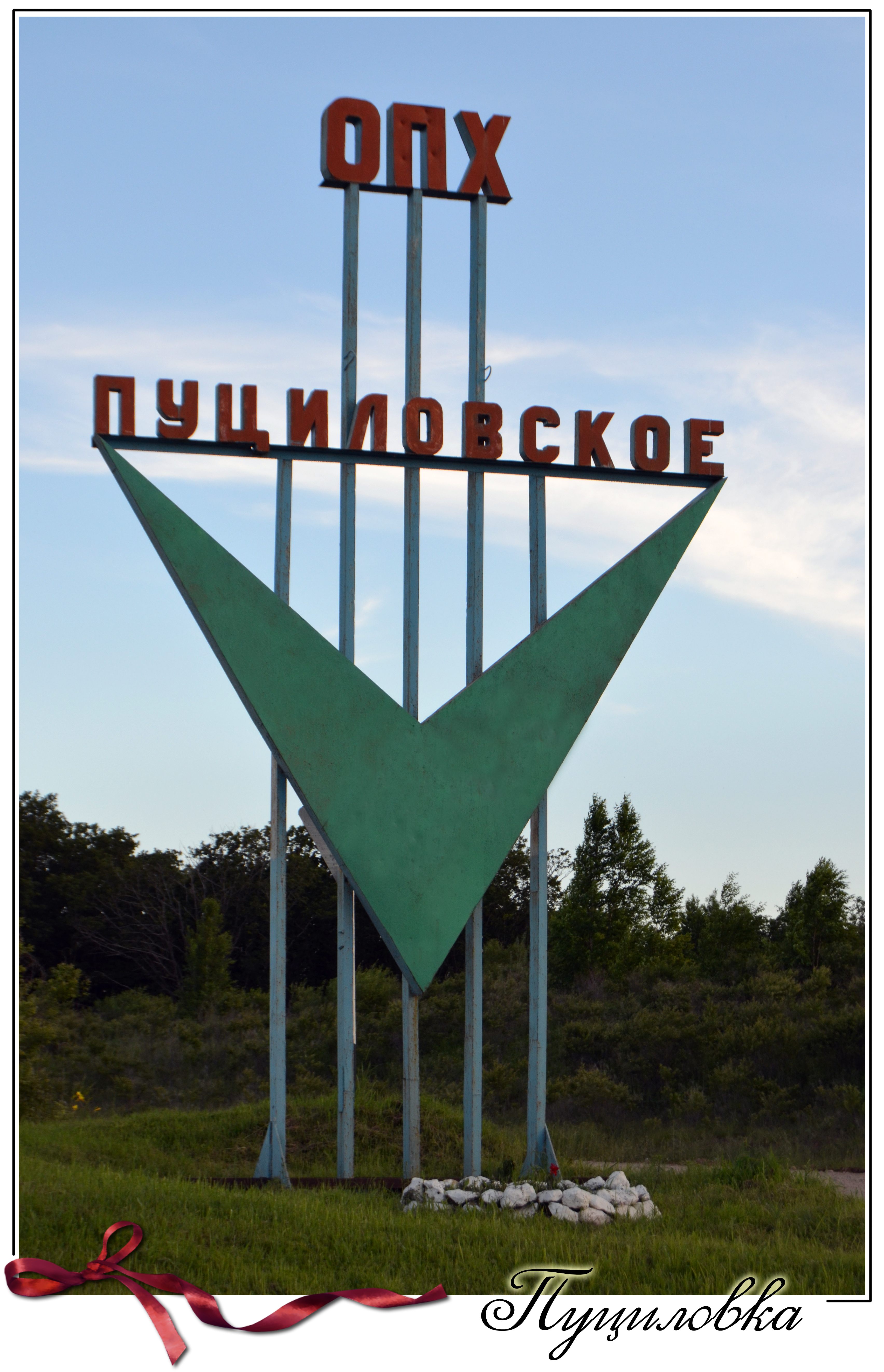
Знак на повороте в село.

## Этимология
Село названо в честь Михаила Павловича Пуцилло, члена Сибирского отделения Российского императорского географического общества, составителя первого русско-корейского словаря.

## География
Село Пуциловка стоит на левом берегу реки Казачка, левого притока реки Борисовка).
Село Пуциловка расположено к западу от Уссурийска, расстояние по прямой около 25 км.
Дорога к селу Пуциловка идёт на юг от автотрассы «Борисовка — Алексей-Никольское». Расстояние до Борисовки около 16 км, до Уссурийска около 31 км.
От Пуциловки на юг идёт дорога к сёлам Богатырка и Монакино. Примерно в 2 км восточнее перекрёстка на Пуциловку от автотрассы «Борисовка — Алексей-Никольское» на север идёт к селу Улитовка.

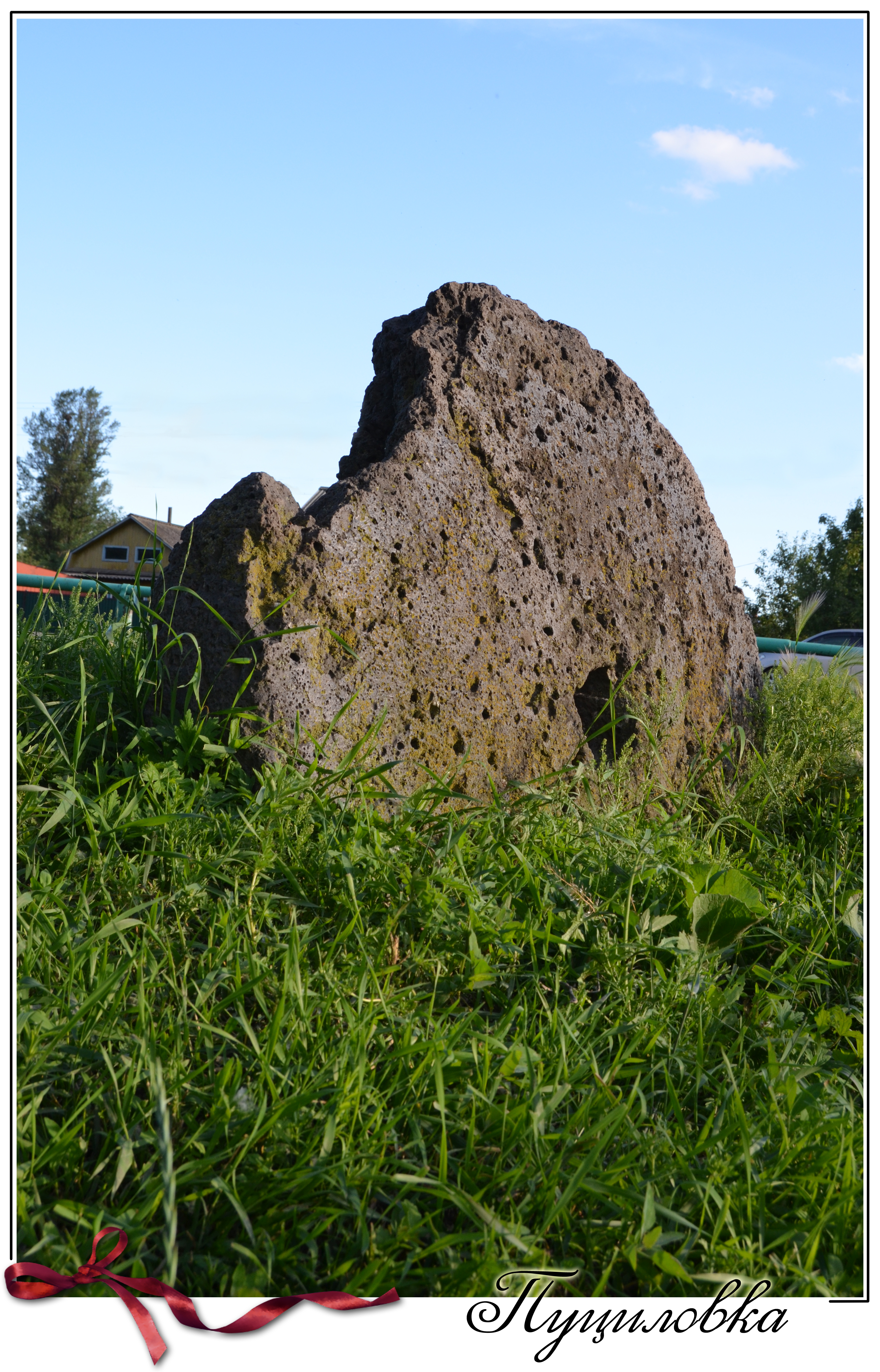
Корейский жернов.

## История
Село основано в 1868 году.

## Население
| 1884 | 1897  | 1900  | 1912  | 1915  | 2002 | 2010 |
| ---- | ----- | ----- | ----- | ----- | ---- | ---- |
| 799  | ↗1485 | ↘1306 | →1306 | ↘1277 | ↘537 | ↘479 |

## Улицы
| - ул. Ворожейкина, - пер. Клубный, - ул. Лесная, - ул. Молодёжная, - ул. Советская. |

## Экономика
Сельскохозяйственные предприятия Уссурийского городского округа.

## Известные уроженцы
- Ким Дин (1902—1966) — советский актёр. Народный артист Казахской ССР.